# Leuroleberis
Leuroleberis is een geslacht van kreeftachtigen uit de klasse van de Ostracoda (mosselkreeftjes).

## Soorten
- Leuroleberis mackenziei Kornicker, 1981
- Leuroleberis orbicularis (Brady, 1897) Kornicker, 1981
- Leuroleberis poulseni (Moguilevsky & Ramirez, 1970) Kornicker, 1981
- Leuroleberis sharpei Kornicker, 1981
- Leuroleberis surugaensis Hiruta, 1982
- Leuroleberis zealandica (Baird, 1850) Kornicker, 1981